# Tina Thompson
Tina Marie Thompson (nacida el 10 de febrero de 1975 en Los Ángeles, California) es una jugadora de baloncesto estadounidense. 